# Alias
För andra betydelser, se Alias (olika betydelser).
Ett alias är ett namn som används av en person, annat än det borgerliga namnet. Ett alias regleras inte av namnlagen och kan vara ett oäkta namn som ett smeknamn, ett artistnamn eller en pseudonym. Sådana namn är nödvändigtvis inte mindre äkta än namn som är registrerade hos en myndighet. För att rekvisiten ska vara uppfyllda vad gäller exempelvis olagliga former av oäkthet, såsom urkundsförfalskning, kan det krävas att någon vilseletts samtidigt som någon form av vinningsrekvisit föreligger.